# Maule (Yvelines)
Pour les articles homonymes, voir Maule.
Maule est une commune française située dans le département des Yvelines (arrondissement de Mantes-la-Jolie) et dans la région Île-de-France.

## Géographie

### Situation

Localisation de la commune dans le département.

Maule est une ville du Mantois située au nord du département des Yvelines dans la vallée de la Mauldre.
Elle se trouve à 15 km environ à vol d'oiseau au sud-est de Mantes-la-Jolie, 6 km au sud d'Aubergenville, 9 km ) l'ouest d'Orgeval et à 37 km de Paris, 23 km environ au nord-ouest de Versailles, 22 km au nord-est de Houdan et 40 km de Dreux.
Maule est située dans l'unité urbaine et le bassin de vie d'Épône, l'aire d'attraction de Paris et la zone d'emploi de Seine-Yvelinoise.

### Communes limitrophes
Neuf communes sont limitrophes de Maule. Ce sont : Aulnay-sur-Mauldre au nord, Bazemont au nord-est, Herbeville à l'est, Mareil-sur-Mauldre au sud-est, Montainville au sud, Andelu au sud-ouest, Jumeauville à l'ouest, Épône et La Falaise au nord-ouest.

### Relief et géologie
La commune de Maule s'étend dans la vallée de la Mauldre où se trouve le bourg ancien, à une altitude variant de 30 à 40 mètres, et de part et d'autre vers l'ouest sur le plateau agricole et limoneux du Mantois, de 120 à 130 mètres d'altitude, et vers l'est en limite de la plaine de Versailles dans un secteur plus vallonné, entre 130 et 180 mètres d'altitude.

### Hydrographie

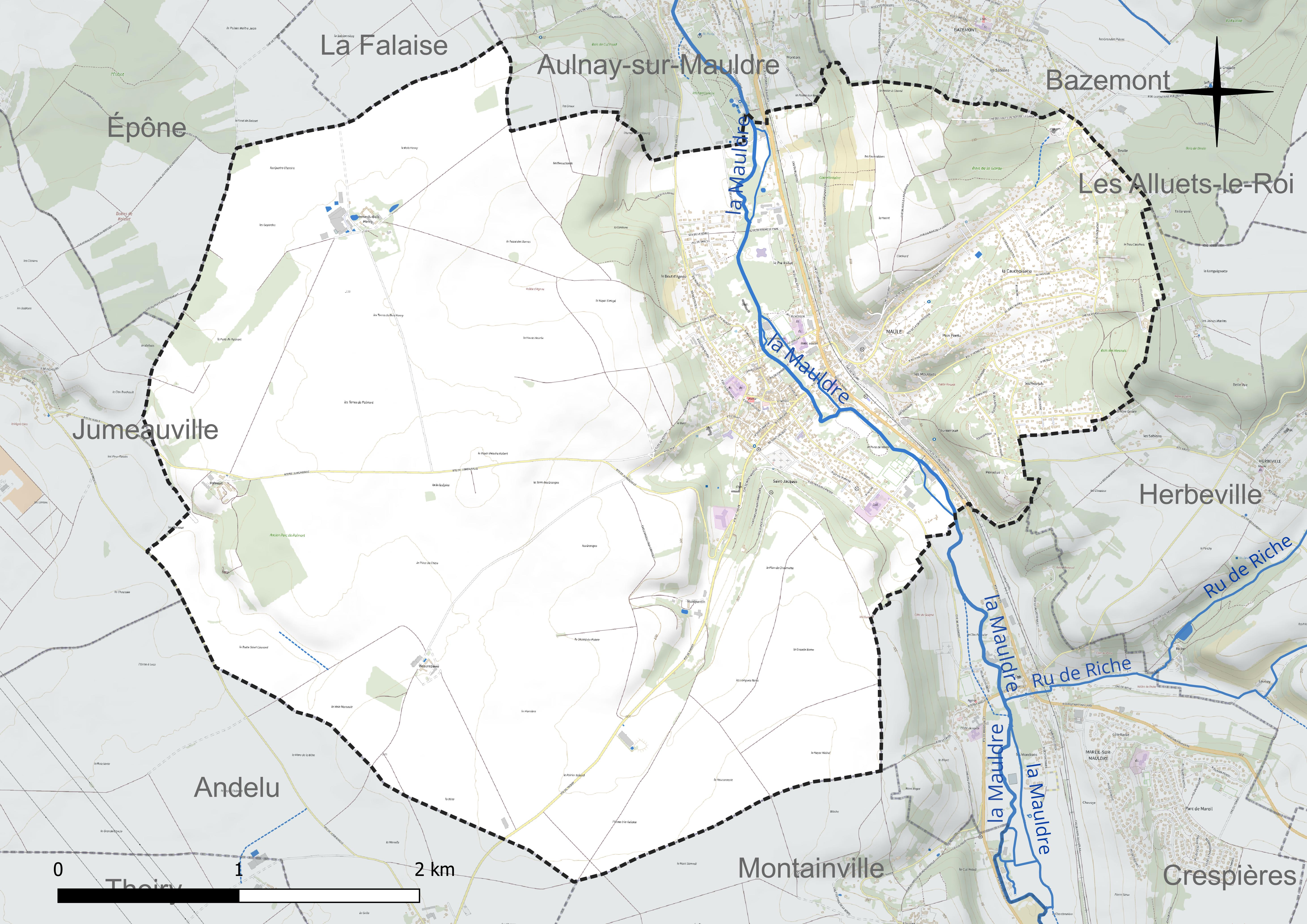
Carte hydrographique de la commune.

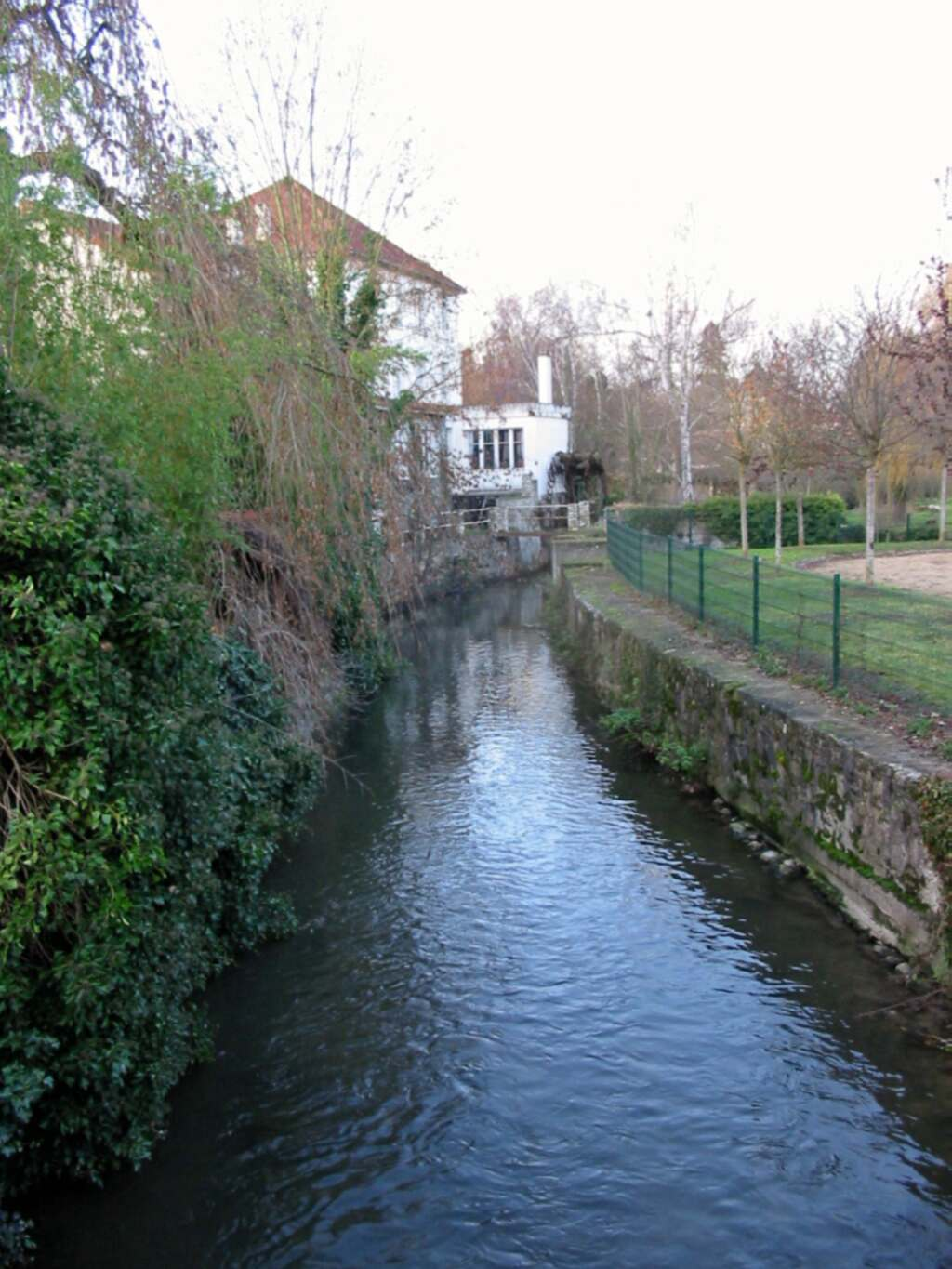
Un bras de la Mauldre.

La commune de Maule appartient au bassin versant de la Seine. Le territoire communal est irrigué par la Mauldre, petite rivière de 35 km de long, affluent de rive gauche de la Seine, qui traverse le territoire communal dans le sens sud-nord.
Plusieurs bras de dérivation ont été creusés dans la commune pour alimenter d'anciens moulins à eau.

### Climat
Pour des articles plus généraux, voir Climat de l'Île-de-France et Climat des Yvelines.
En 2010, le climat de la commune est de type climat océanique dégradé des plaines du Centre et du Nord, selon une étude du CNRS s'appuyant sur une série de données couvrant la période 1971-2000. En 2020, Météo-France publie une typologie des climats de la France métropolitaine dans laquelle la commune est exposée à un climat océanique et est dans la région climatique Sud-ouest du bassin Parisien, caractérisée par une faible pluviométrie, notamment au printemps (120 à 150 mm) et un hiver froid (3,5 °C).
Pour la période 1971-2000, la température annuelle moyenne est de 11 °C, avec une amplitude thermique annuelle de 14,6 °C. Le cumul annuel moyen de précipitations est de 662 mm, avec 10,9 jours de précipitations en janvier et 7,9 jours en juillet. Pour la période 1991-2020, la température moyenne annuelle observée sur la station météorologique installée sur la commune est de 11,8 °C et le cumul annuel moyen de précipitations est de 677,0 mm,. Pour l'avenir, les paramètres climatiques de la commune estimés pour 2050 selon différents scénarios d'émission de gaz à effet de serre sont consultables sur un site dédié publié par Météo-France en novembre 2022.
| Mois                                  | jan.             | fév.           | mars         | avril         | mai           | juin           | jui.         | août           | sep.            | oct.            | nov.           | déc.           | année      |
| ------------------------------------- | ---------------- | -------------- | ------------ | ------------- | ------------- | -------------- | ------------ | -------------- | --------------- | --------------- | -------------- | -------------- | ---------- |
| Température minimale moyenne (°C)     | 1,7              | 1,3            | 3,1          | 4,9           | 8,5           | 11,6           | 13,4         | 13,1           | 10,1            | 7,7             | 4,4            | 2,1            | 6,8        |
| Température moyenne (°C)              | 4,7              | 5,1            | 8            | 10,8          | 14,4          | 17,7           | 19,8         | 19,5           | 16,1            | 12,2            | 7,8            | 5,1            | 11,8       |
| Température maximale moyenne (°C)     | 7,7              | 8,9            | 12,9         | 16,7          | 20,4          | 23,7           | 26,2         | 26             | 22              | 16,8            | 11,3           | 8              | 16,7       |
| Record de froid (°C) date du record   | −17,2 17.01.1985 | −14,5 07.02.12 | −12 13.03.13 | −5,4 06.04.21 | −2 03.05.1967 | 0,5 05.06.1991 | 5 11.07.1990 | 3,5 28.08.1974 | 0 30.09.18      | −5,2 30.10.1985 | −10 24.11.1998 | −15 31.12.1970 | −17,2 1985 |
| Record de chaleur (°C) date du record | 16 01.01.22      | 21 27.02.19    | 27 31.03.21  | 30 21.04.18   | 33 27.05.05   | 38 27.06.11    | 43 25.07.19  | 41 10.08.03    | 37,5 03.09.1973 | 30,5 01.10.11   | 22,5 01.11.14  | 17 07.12.00    | 43 2019    |
| Précipitations (mm)                   | 57,3             | 49,6           | 50,9         | 46,5          | 65,4          | 56             | 53           | 52,8           | 46              | 65,3            | 61,3           | 72,9           | 677        |

## Urbanisme

### Typologie
Au 1er janvier 2024, Maule est catégorisée ceinture urbaine, selon la nouvelle grille communale de densité à sept niveaux définie par l'Insee en 2022.
Elle appartient à l'unité urbaine d'Épône, une agglomération intra-départementale regroupant sept  communes, dont elle est ville-centre,,. Par ailleurs la commune fait partie de l'aire d'attraction de Paris, dont elle est une commune de la couronne,. Cette aire regroupe 1 929 communes,.

### Utilisation du sol
| Type d'occupation           | Pourcentage | Superficie (en hectares) |
| --------------------------- | ----------- | ------------------------ |
| Espace urbain construit     | 11,7 %      | 204,18                   |
| Espace urbain non construit | 5,9 %       | 102,66                   |
| Espace rural                | 82,4 %      | 1 440,94                 |
| Source : Iaurif             |             |                          |

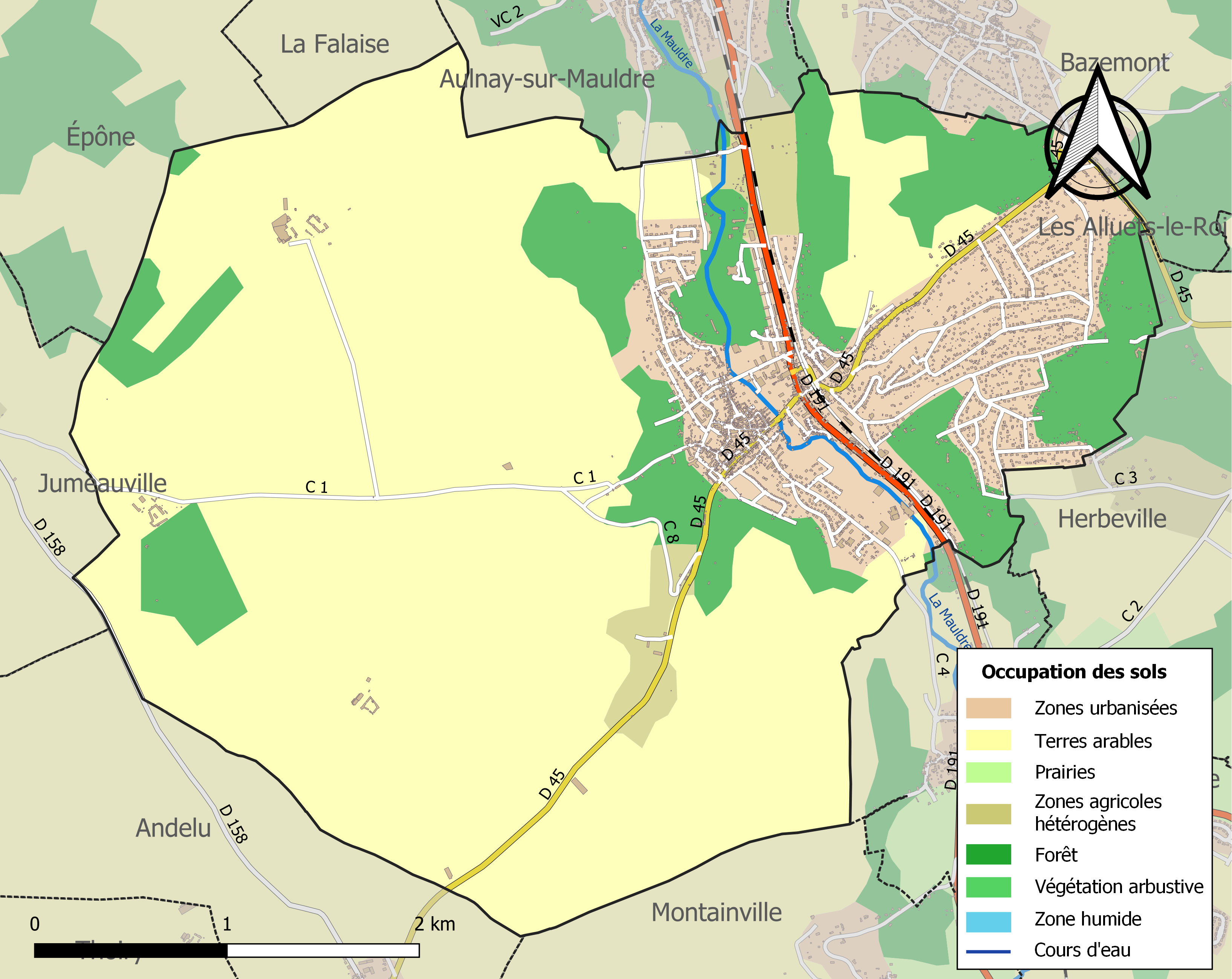
Carte des infrastructures et de l'occupation des sols de la commune en 2018 (CLC).

Le territoire communal est très largement rural (82,4 %), l'espace urbain construit occupant 204 hectares, soit 11,7 % du territoire total.
L'espace rural se partage principalement entre grandes cultures (céréales, colza) sur 1 160 hectares (les deux tiers du territoire communal) et bois et forêt sur 254 hectares. Ces derniers se trouvent surtout sur les versants pentus de la vallée de la Mauldre ainsi qu'en limite est de la commune.
La surface consacrée à l'habitat couvre 168 hectares (9,6 % de la superficie totale) et comprend essentiellement des habitations individuelles (164 hectares). L'habitat collectif couvre environ quatre hectares, avec notamment une cité HLM à l'entrée nord de la ville sur la route départementale D191.
L'urbanisation s'est étendue dans le fond de la vallée vers le nord et le sud, et surtout sur les pentes des coteaux à l'est où s'est construite une importante zone pavillonnaire à la Cauchoiserie. Celle-ci est appelée ainsi du fait de la culture, à cet endroit au Moyen Âge, de pommes cauchoises avec lesquelles on fabriquait du cidre normand. Il ne reste aujourd'hui que quelques pommiers dans les jardins locaux.
Les activités économiques et industrielles occupent 13,8 hectares (soit 0,8 % du territoire total). Ces implantations sont dispersées en divers points de la commune et notamment dans les zones d'activités de la Gare (près de la gare) et des Lézardes (route d'Andelu).
À l'ouest et au sud, le plateau a conservé sa vocation agricole, avec trois grandes fermes isolées, Bois Henry, Palmort et Beaurepaire.

### Voies de communication et transports

#### Réseau routier
La principale desserte routière est la route départementale 191 qui traverse la commune selon un axe nord-sud, la direction nord menant à Épône, à l'ancienne route nationale 13 et à l'autoroute A13, la direction sud menant à Beynes puis à la route nationale 12 et, au-delà, vers Rambouillet.

#### Transports en commun

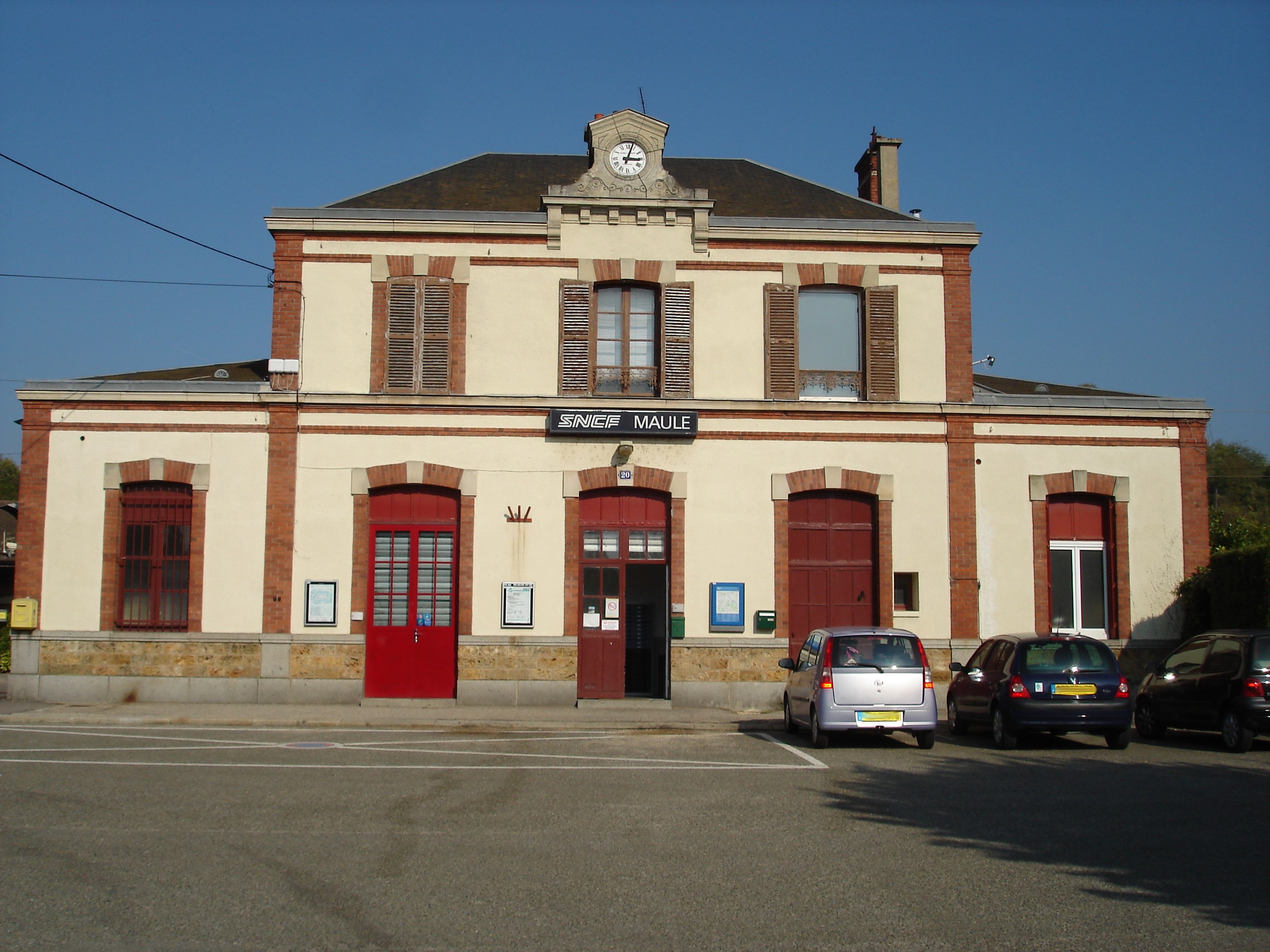
La gare de Maule.

La  gare de Maule, située sur la ligne de la vallée de la Mauldre, est desservie par des trains de la ligne N du Transilien (branche Paris-Montparnasse – Mantes-la-Jolie), à raison d'un train toutes les heures, sauf aux heures de pointe où la fréquence est d'un train toutes les 30 minutes.
La commune est desservie par les lignes 13, 14, 17S — lointain successeur du Tramway de Versailles à Maule — 18, 34, 41, 511 et 512 du réseau de bus Centre et Sud Yvelines.

### Risques naturels et technologiques
La commune est concernée par les risques d'inondations liés aux crues de la Mauldre. Les zones inondables forment une bande de largeur variable de part et d'autre du lit de la rivière, englobant une partie du bâti dans le bourg. La dernière crue importante, avec un débit de 28,5 m3/s, date du 3 décembre 2000.
Dans le cadre du « plan de prévention des risques d’inondation (PPRI) de la vallée de la Mauldre, les zones inondables ont été classées en zones rouge, verte ou bleue, selon l'importance de l'exposition aux risques d'inondation. La zone bleue, qui permet l'extension sous certaines conditions de l'urbanisation, concerne à Maule une zone centrale, bâtie, située entre le centre du bourg ancien et la RD 191. La zone rouge, très exposée et peu urbanisée, où toute urbanisation nouvelle est interdite, couvre une bande étroite le long de la rivière et s'étend plus largement dans certains secteurs comme le Pré Rolet, en aval du bourg. La zone verte vise à la reconquête du champ d'extension de crue de la Mauldre. L'urbanisation nouvelle y est également interdite. Elle s'étend à Maule en amont et en aval du bourg, en particulier dans le secteur du Radet en amont.

## Toponymie
Le nom de la localité est attesté sous les formes Manlia en 1224, Maulius au XIIIe siècle, Maulle au XVIe siècle et finalement Maule.
Selon une hypothèse formulée par Jacques Tréton dans son ouvrage Histoire de Montainville en Pincerais, et complétée par la découverte d'une forme ancienne du village de Maule remontant au VIe siècle : Mentelarico, le village de Maule et la rivière Mauldre auraient une origine commune.

Le nom de la rivière Mauldre (Mantalara) aurait précédé le nom du village de Maule (Mantalara-ico) et aurait été donné par des locuteurs gaulois, il y a deux mille ans.

La forme Mentelarico serait composée de la racine gauloise mantalo, signifiant « chemin, route, voie importante », et des suffixes gaulois -ara qui signifie « cours d'eau, rivière », et de -ico qui signifie « village (au bord de l'eau), port (sur la rivière) ». Ce qui correspondrait assez bien à la position de la ville de Maule, au croisement d'une voie antique et d'un cours d'eau. Ce mot aurait évolué en Mantula ou Mautula au IXe siècle, puis Maulia au XIIIe siècle, et finalement en Maule, ou Maulle, au XVIe siècle.

La signification de Maule serait donc « le port sur la rivière qui coupe le grand chemin ».

## Histoire

### Préhistoire
Une canine d’hippopotame datant de la préhistoire a été découverte au Radet et est conservée au Musée Victor-Aubert.

### Antiquité
À l'époque gallo-romaine, le site de Maule appartient à la tribu gauloise des Carnutes. Il est colonisé par les Romains, comme l'attestent des traces d'habitats sur les collines de Pousse-Motte.
Habitat très ancien, la localité est traversée par une voie romaine et, entre 1959 et 1960, 933 sépultures allant du Ier au VIIe siècle.

### Moyen Âge
Au Xe siècle, la baronnie de Maule est la propriété de la famille Le Riche, qui la transmet aux Morainvillier puis aux Harlay. Guérin Le Riche (?-1045) est la tige de la famille de Maule. Son fils Ansoud III est à l'origine de la fondation, en 1076, du prieuré bénédictin de Saint-Evroult en Normandie ; il fait également ériger les remparts de Maule.
Sous le règne du baron Pierre Ier de Maule (1025-1101) se déroule la première croisade. Gautier Sans-Avoir, peut-être de la famille du baron, aurait porté la bannière de Maule lors de la croisade populaire, en faisant la première cité représentée à la guerre sainte. Les frères de Gautier, Guillaume et Simon, sauvent le roi de Jérusalem, Baudouin Ier, à la bataille de Ramla de 1102.
Le fils de Pierre Ier, Ansold II de Maule (1042-1118) participera à la campagne contre les Byzantins aux côtés de Robert Guiscard et sera parmi les premiers à entrer à Rome pour sauver le pape Grégoire VII des Allemands avant de rentrer en sa terre.
Grande ville économique du Mantois, ses murailles sont néanmoins démantelées au XIIe siècle sur ordre de Louis VI le Gros en punition des excès du baron de l'époque, Pierre II le Batailleur. Mais elles restent en mémoire avec, par exemple, le boulevard des Fossés qui surplombe la mairie actuelle et l'ancienne école primaire annexe.
Lorsque la guerre de Cent Ans frappe l'Île-de-France, Maule n'est pas épargnée. Déjà touchée par la peste noire, elle se situe à la frontière entre les possessions de la couronne à l'est et le domaine de Charles II de Navarre, alors allié des Anglais, à l'ouest. Celui-ci s'empare bientôt de la vallée de la Mauldre et saccage Maule en 1357. La prise de la ville est due à la traîtrise d'un homme du baron, rancunier d'avoir été jugé pour chasse au bâton (braconnage) ; en effet, selon l'historien Émile Reaux, les Maulois se défendent vaillamment, probablement à la porte de Monfort, surnommée « pont rouge » à cause du carnage. La dynastie des Maule mâle s’éteignit ici avec Pierre V, tué au combat. À noter que les Anglais renforcèrent et modernisèrent les murailles de Maule pour se prémunir de la contre-offensive française.
À la fin de la guerre de Cent Ans, Maule reprend son essor et devient une ville prospère, comme le montre l'édit de François Ier rédigé en 1528 et confirmant la tenue d'un marché. Des halles seront d'ailleurs édifiées en 1564.

### Temps modernes
Le domaine de Maule est érigé en marquisat en 1667.

### Révolution française et Empire
En 1793, la ville devient chef-lieu de canton. Elle le reste jusqu'en 1801, date de son rattachement au canton de Meulan.

### Époque contemporaine
La ville se développe avec la révolution industrielle. En 1874, un entrepreneur nommé Dubois crée une usine de cannes, dans une usine située près de la Mauldre qui est longtemps au cœur de l'économie mauloise, avant de fermer en 1936.
En 1887, l'ancienne brigade de gendarmerie à cheval de Maule, créée par décision ministérielle du 10 mars 1827, s'installe dans une maison située sur la route départementale. Les nouveaux quartiers de la gendarmerie de Maule sont une donation sous forme de bail de neuf ans de la veuve et des héritiers Beuzeville d'Ecquevilly[réf. nécessaire].
Le 1er juillet 1883, la ligne de tramway d'Épône à Mareil-sur-Mauldre est ouverte par la « société des chemins de fer sur route » , premier tronçon d'un projet de ligne de chemin de fer secondaire à voie métrique allant de Versailles à Épône, mais, moins de trois semaines plus tard, le 19 juillet, la société des chemins de fer sur route est déclarée en faillite et le service est interrompu le 7 janvier 1884,.
En 1899, est inauguré le tramway de Versailles à Maule (TVM), qui reprend une partie des infrastructures du tramway d'Épône à Mareil-sur-Mauldre, inexploité depuis 1883 à la suite de la faillite de son exploitant. La ligne est construite aux frais du département de Seine-et-Oise et exploité, aux risques du concessionnaire, la compagnie française des tramways à vapeur de Versailles à Maule.
En 1909, MM. Monod et Seydoux obtiennent la concession d'un  prolongement de cette ligne jusqu'à Meulan,, dans le cadre de la mise en place du réseau départemental de Seine-et-Oise, de chemin de fer secondaire à voie normale, pour laquelle ils créent la compagnie des Chemins de fer de grande banlieue. La ligne du Versailles-Maule est reprise par cette compagnie et transformée à l'écartement normal en 1913, toujours pour le compte du département. Elle est intégrée au « réseau nord » de cette compagnie pour former une liaison de 70 km entre Versailles et Magny-en-Vexin. La ligne transporte également les marchandises, et, à une époque où les transports routiers étaient rares, joue un rôle majeur pour favoriser le développement des industries locales, telle que la fabrique de cannes de Maule.
Afin de réduire le déficit apparu après la Première Guerre mondiale et d'améliorer les performances de la ligne pour le transport des voyageurs, concurrencée par le développement de la mobilité routière, en 1924, la compagnie des Chemins de fer de grande banlieue remplace les trains par des autorails à essence. En décembre 1938, face à la situation financière de son réseau, le Conseil général prévoit la fermeture d' une grande partie du réseau de Seine-et-Oise, mais sa décision est suspendue par la Seconde Guerre mondiale et le chemin de fer devient le seul moyen de déplacement de la population face à la pénurie de carburants et de matières premières. Le trafic a définitivement cessé en 1944 et la ligne est déclassée en 1951, mais les rails de cette ligne sont longtemps restés incrustés à la surface du bitume du boulevard Paul-Barré,.

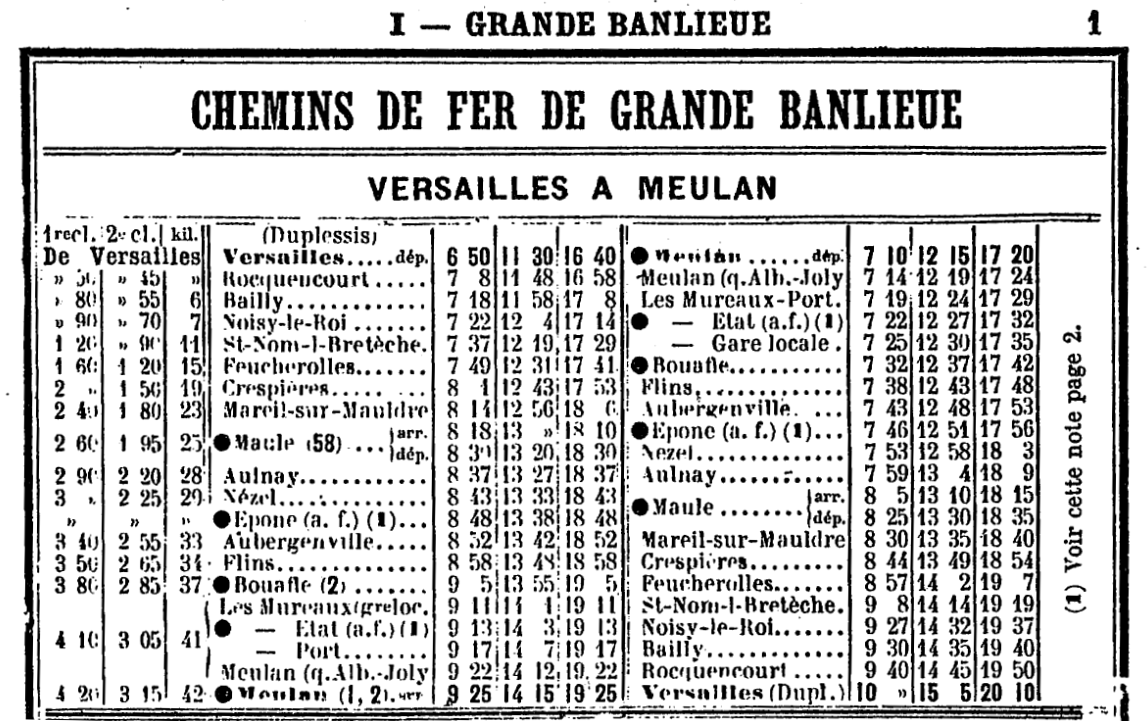
Horaires du Versailles à Maule en mai 1914
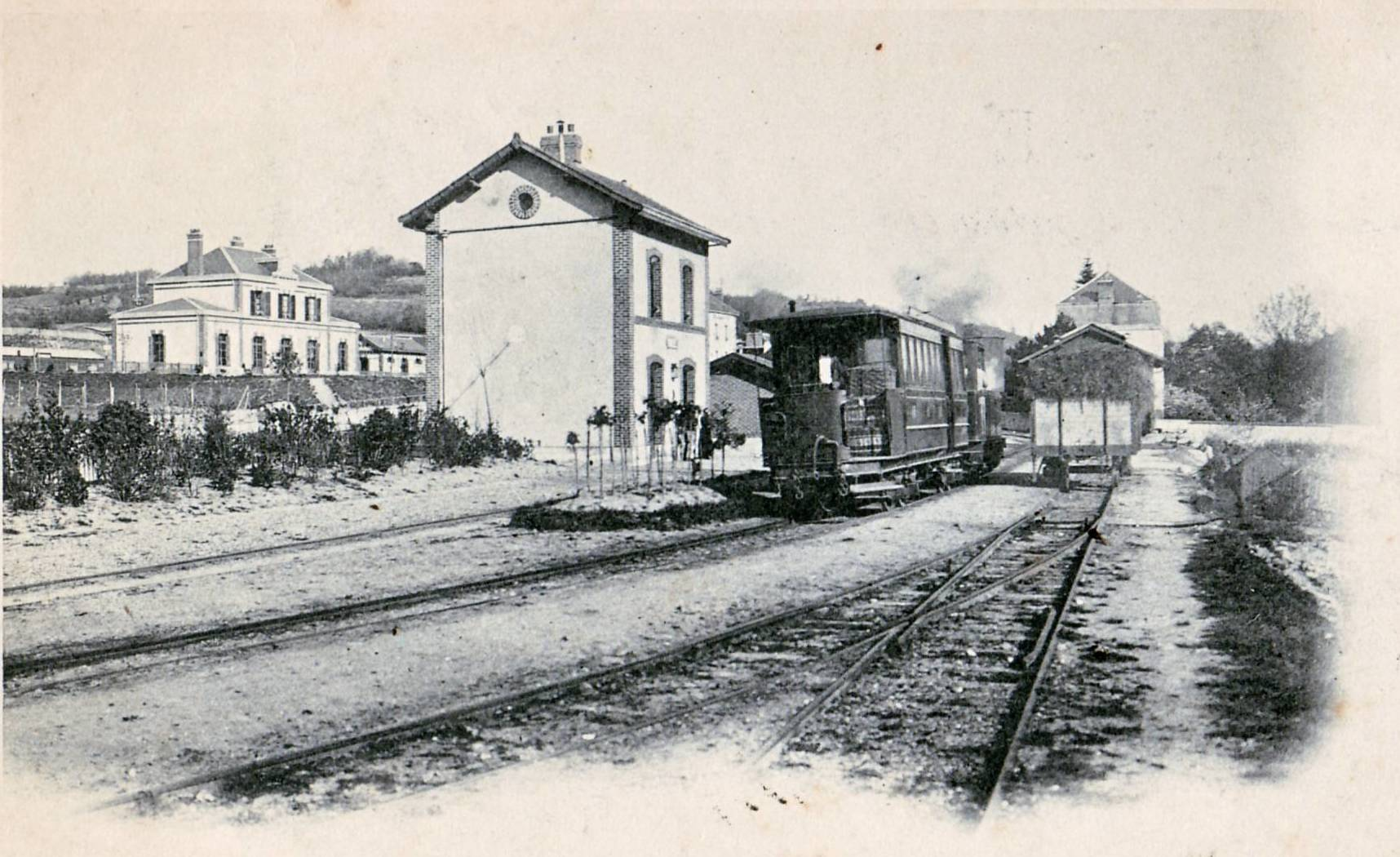
Le tramway de Versailles à Maule à son terminus.
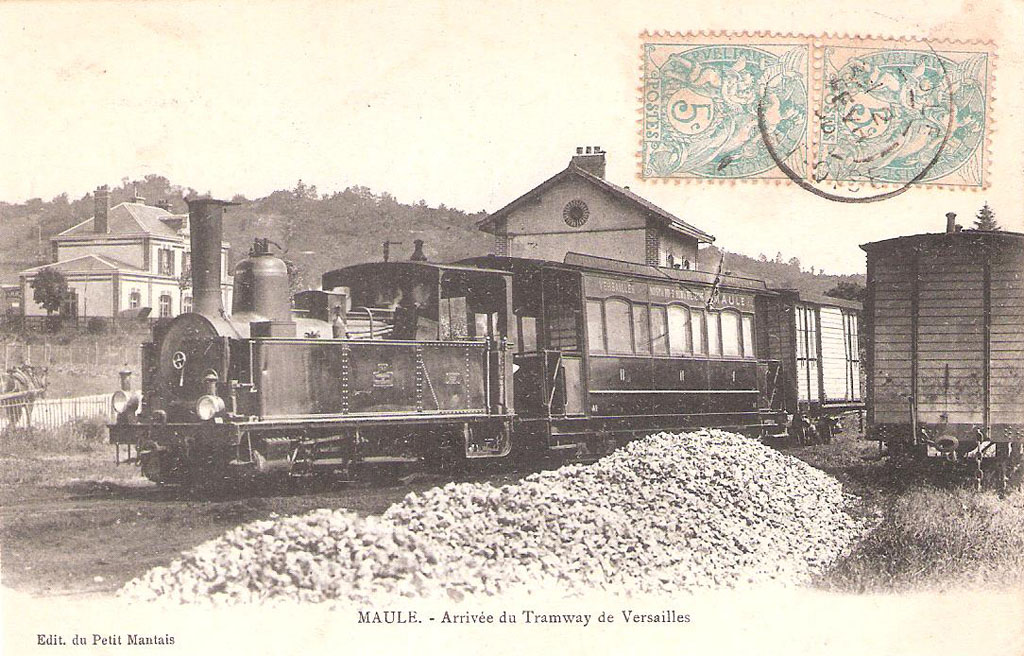
Arrivée du Tramway de Versailles.

En 1900, la ville est desservie par la Ligne de Plaisir - Grignon à Épône - Mézières. La gare de Maule, dont la façade n'a pratiquement pas changé depuis, a une architecture typique de l'époque.
En 1944 la ville est libérée par les soldats du général Leclerc[réf. nécessaire].

## Politique et administration

### Rattachements administratifs et électoraux

#### Rattachements administratifs
Antérieurement à la loi du 10 juillet 1964, la commune faisait partie du département de Seine-et-Oise. La réorganisation de la région parisienne en 1964 fit que la commune appartient désormais au département des Yvelines après un transfert administratif effectif au 1er janvier 1968
Elle faisait partie depuis la mise en place du département à son arrondissement de Mantes-la-Jolie, mais a été rattachée le 1er janvier 2018 à l'arrondissement de Saint-Germain-en-Laye afin d'adapter les limites des arrondissements à la structuration des intercommunalités du département,
Elle faisait partie de 1801 à 1967 du canton de Meulan du département de Seine-et-Oise. Lors de la mise en place du Val-d'Oise, elle est rattachée en 1967 au canton d'Aubergenville. Dans le cadre du redécoupage cantonal de 2014 en France, cette circonscription administrative territoriale a disparu, et le canton n'est plus qu'une circonscription électorale.

#### Rattachements électoraux
Pour les élections départementales, la commune est membre depuis 2014 d'un nouveau canton d'Aubergenville, porté de 11 à 40 communes
Pour l'élection des députés, elle fait partie de la neuvième circonscription des Yvelines, circonscription à dominante rurale du nord-ouest des Yvelines.

### Intercommunalité
Dans le cadre de l'élaboration du schéma de cohérence territoriale (SCOT) de la Plaine de Versailles, les maires des 11 communes concernées, dont Maule, créent l'Association Patrimoniale de la Plaine de Versailles et du Plateau des Alluets (APPVPA) afin de faciliter la mise en évidence de convergences et l'élaboration de projets communs.
En 2010, ces communes décident d'approfondir cette coopération et engage la réflexion qui aboutit à la création de la communauté de communes Gally Mauldre le 1er janvier 2013, dont Maule est désormais membre
Elle participe également à d'autres établissements publics de coopération intercommunale sans fiscalité propre, dont le périmètre est variable en fonction de leur objet, soit, en 2018 :
- syndicat intercommunal d'adduction d'eau potable Maule, Bazemont, Herbeville,
- syndicat intercommunal d'assainissement de la vallée de la Mauldre,
- syndicat intercommunal Handi Val de Seine,
- syndicat mixte (SIVOM) de Maule.
- Syndicat d'énergie des Yvelines

### Tendances politiques et résultats

#### Municipales
Lors du premier des élections municipales de 2014 dans les Yvelines, la liste UMP-UDI menée par le maire sortant Laurent Richard obtient la majorité absolue des suffrages exprimés, avec 1 772 voix (75,50 %, 26 conseillers municipaux élus dont 5 communautaires), devançant très largement celle DVG menée par Sylvain Mayer, qui a recueilli 575 voix (24,49 %, 3 conseillers municipaux élus).
Lors de ce scrutin, 43,11 % des électeurs se sont abstenus.
Lors du premier des élections municipales de 2020 dans les Yvelines, la liste DVD menée par le maire sortant  Laurent Richard obtient à nouveau la majorité absolue des suffrages exprimés, avec 950 voix (59,82 %, 24 conseillers municipaux élus dont 8 communautaires), devançant très largement celles menées respectivement par : 

-  William Falchetto (DVC, 449 voix, 28,27 %, 4 conseillesr élus dont 1 communautaire) ; 

-  Aline Read (EÉLV, 189 voix, 11,90 %, 1 conseiller municipal élu).

Lors de ce scrutin marqué par la pandémie de Covid-19 en France, 60,97 % des électeurs se sont abstenus.

#### Scrutins nationaux
| Scrutin             | Scrutin             | 1er tour | 1er tour  | 1er tour | 1er tour | 1er tour  | 1er tour | 1er tour | 1er tour | 1er tour | 1er tour | 1er tour | 1er tour | 2d tour | 2d tour | 2d tour | 2d tour | 2d tour | 2d tour |
| Scrutin             | Scrutin             | 1er      | 1er       | %        | 2e       | 2e        | %        | 3e       | 3e       | %        | 4e       | 4e       | %        | 1er     | 1er     | %       | 2e      | 2e      | %       |
| ------------------- | ------------------- | -------- | --------- | -------- | -------- | --------- | -------- | -------- | -------- | -------- | -------- | -------- | -------- | ------- | ------- | ------- | ------- | ------- | ------- |
| Présidentielle 2017 | Présidentielle 2017 |          | LR        | 27,70    |          | EM        | 26,09    |          | FN       | 16,24    |          | LFI      | 15,04    |         | EM      | 71,62   |         | FN      | 28,38   |
| Présidentielle 2022 | Présidentielle 2022 |          | LREM      | 32,28    |          | LFI       | 18,78    |          | RN       | 17,80    |          | REC      | 8,60     |         | LREM    | 65,79   |         | RN      | 34,21   |
| Législatives 2022   | 9e                  |          | MoDem-Ens | 29,83    |          | LFI-Nupes | 20,54    |          | RN       | 16,87    |          | LR       | 15,44    |         | MoDem   | 65,54   |         | RN      | 34,46   |
| Législatives 2024   | 9e                  |          | RN        | 31,24    |          | MoDem-Ens | 29,46    |          | PS-NFP   | 24,72    |          | LR       | 9,33     |         | PS      | 55,20   |         | RN      | 44,80   |

### Jumelages
Carnoustie (Écosse) depuis 1992.

## Équipements et services publics

### Enseignement
- Crèche de Carnoustie
- Enseignement primaire :
  - École maternelle publique Jean-Baptiste Charcot
  - École maternelle publique René Coty
  - École élémentaire publique Jean-Baptiste Charcot
  - École élémentaire publique René Coty (qui fut d'abord le CES René-Coty, jusqu'à la construction du collège de la Mauldre).
- Enseignement secondaire :
  - Collège de la Mauldre : créé en 1974, il accueille près de 700 élèves venant des communes de Maule, Herbeville, Mareil-sur-Mauldre, Montainville, Andelu, Jumeauville, Nézel, Aulnay-sur-Mauldre, Bazemont, Les Alluets-le-Roi.
  - Lycée d'enseignement privé Le Buat.

### Équipements culturels
- Espace culturel du Prieuré : créé en 1997 dans les locaux de l'ancien prieuré, il comprend le musée Victor-Aubert, la bibliothèque municipale, les salles d'expositions temporaires et les beaux-arts ; il est situé 24 rue Quincampoix.
- Complexe culturel Les 2 Scènes : il comprend la salle des fêtes et le cinéma du même nom créé en 2001 ; il est situé place des fêtes Henri-Dunant.
- Musée Victor-Aubert : musée municipal fondé en 1938, il présente des collections de paléontologie, de préhistoire et d'arts et traditions populaires[19].
- Deux stades, le stade Saint-Vincent et le stade du Radet abritent des événements sportifs et des associations sportives de handball, de basket-ball, de football, de tennis, de badminton, de tir à l'arc, de judo, de karaté, d'aïkido, de tennis de table, de rugby, etc.

### Justice, sécurité, secours et défense
Sur le plan judiciaire, Maule fait partie de la juridiction d’instance de Mantes-la-Jolie et, comme toutes les communes des Yvelines, dépend du tribunal de grande instance ainsi que de tribunal de commerce sis à Versailles,.

## Population et société

### Démographie
Les habitants sont appelés les Maulois.

#### Évolution démographique
L'évolution du nombre d'habitants est connue à travers les recensements de la population effectués dans la commune depuis 1793. Pour les communes de moins de 10 000 habitants, une enquête de recensement portant sur toute la population est réalisée tous les cinq ans, les populations de référence des années intermédiaires étant quant à elles estimées par interpolation ou extrapolation. Pour la commune, le premier recensement exhaustif entrant dans le cadre du nouveau dispositif a été réalisé en 2006.

En 2022, la commune comptait 6 100 habitants, en évolution de +4,15 % par rapport à 2016 (Yvelines : +2,72 %, France hors Mayotte : +2,11 %).
| 1793  | 1800  | 1806  | 1821  | 1831  | 1836  | 1841  | 1846  | 1851  |
| ----- | ----- | ----- | ----- | ----- | ----- | ----- | ----- | ----- |
| 1 406 | 1 175 | 1 203 | 1 154 | 1 303 | 1 270 | 1 241 | 1 300 | 1 264 |

| 1856  | 1861  | 1866  | 1872  | 1876  | 1881  | 1886  | 1891  | 1896  |
| ----- | ----- | ----- | ----- | ----- | ----- | ----- | ----- | ----- |
| 1 277 | 1 362 | 1 345 | 1 350 | 1 311 | 1 300 | 1 298 | 1 267 | 1 324 |

| 1901  | 1906  | 1911  | 1921  | 1926  | 1931  | 1936  | 1946  | 1954  |
| ----- | ----- | ----- | ----- | ----- | ----- | ----- | ----- | ----- |
| 1 369 | 1 473 | 1 530 | 1 540 | 1 495 | 1 617 | 1 546 | 1 615 | 1 830 |

| 1962  | 1968  | 1975  | 1982  | 1990  | 1999  | 2006  | 2011  | 2016  |
| ----- | ----- | ----- | ----- | ----- | ----- | ----- | ----- | ----- |
| 2 938 | 3 529 | 4 185 | 5 360 | 5 751 | 5 863 | 5 895 | 5 764 | 5 857 |

| 2021  | 2022  | - | - | - | - | - | - | - |
| ----- | ----- | - | - | - | - | - | - | - |
| 6 024 | 6 100 | - | - | - | - | - | - | - |

#### Pyramide des âges
En 2018, le taux de personnes d'un âge inférieur à 30 ans s'élève à 35,7 %, soit en dessous de la moyenne départementale (38,0 %). À l'inverse, le taux de personnes d'âge supérieur à 60 ans est de 23,8 % la même année, alors qu'il est de 21,7 % au niveau départemental.
En 2018, la commune comptait 2 866 hommes pour 3 012 femmes, soit un taux de 51,24 % de femmes, légèrement inférieur au taux départemental (51,32 %).
Les pyramides des âges de la commune et du département s'établissent comme suit.
| Hommes | Classe d’âge | Femmes |
| ------ | ------------ | ------ |
| 0,5    | 90 ou +      | 0,9    |
| 6,9    | 75-89 ans    | 8,1    |
| 14,9   | 60-74 ans    | 16,0   |
| 23,7   | 45-59 ans    | 23,3   |
| 17,1   | 30-44 ans    | 17,1   |
| 17,0   | 15-29 ans    | 17,1   |
| 19,8   | 0-14 ans     | 17,3   |

| Hommes | Classe d’âge | Femmes |
| ------ | ------------ | ------ |
| 0,6    | 90 ou +      | 1,4    |
| 6      | 75-89 ans    | 7,8    |
| 13,5   | 60-74 ans    | 14,8   |
| 20,7   | 45-59 ans    | 20,1   |
| 19,6   | 30-44 ans    | 19,9   |
| 18,5   | 15-29 ans    | 16,8   |
| 21,2   | 0-14 ans     | 19,2   |

### Manifestations culturelles et festives
Le Festival Toumélé est un évènement musical organisé par des proches du groupe Les Blérots de R.A.V.E.L. qui a lieu chaque année.
La Rando Maule (Rando Retina Maule les premières années) a lieu chaque année depuis 2012, elle rassemble des centaines de cyclistes, coureurs et randonneurs et recueille des dons pour la recherche en ophtalmologie.

### Sports et loisirs
L'équipe mauloise de foot, l'US Maule Football évolue depuis 2012 en excellence dans le championnat des Yvelines.
La ville a également un club de rugby Les Maule Blacks qui ne joue pas en championnat, mais dispute simplement des matchs amicaux avec les équipes d'anciens des villes environnantes.

## Économie

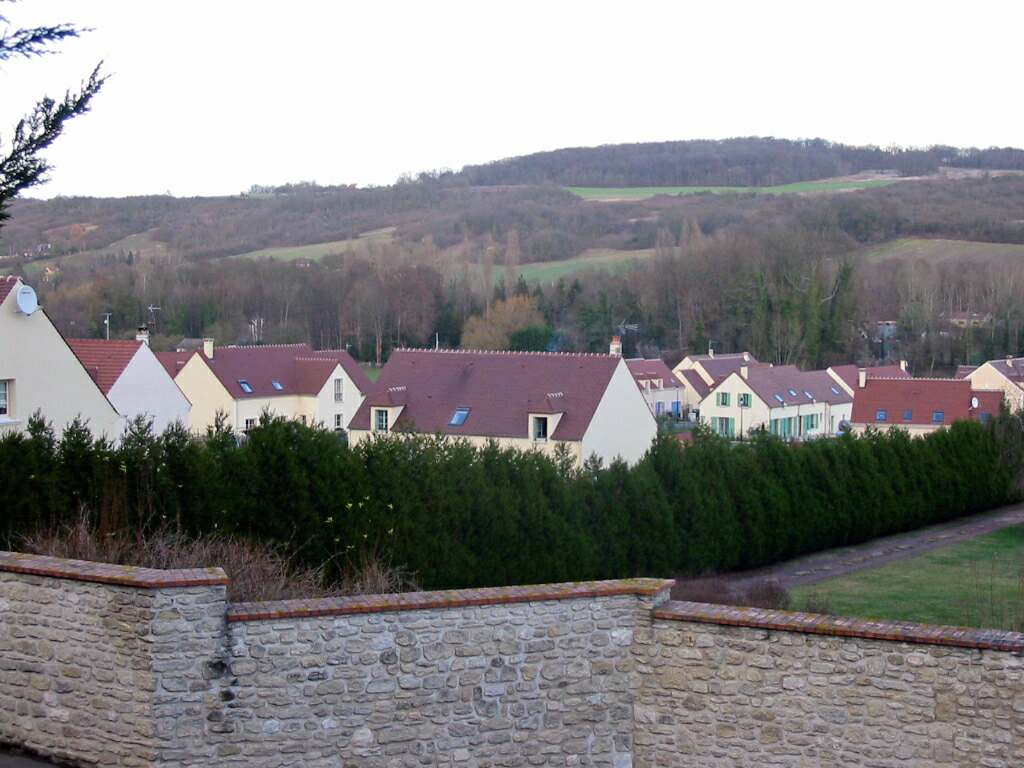
Lotissement la Tourelle.

- Agriculture (grande culture céréalière, culture maraîchère, horticulture)
- Artisanat
- Commerces (70 commerçants)
- Services
- Moyenne industrie (caoutchouc, batteries)
- Chocolaterie Colas, aujourd'hui installée au boulevard Paul-Barré.

### Zones d'activités
Plusieurs zones d'activités ou zones artisanales sont présentes sur le territoire de Maule :
- au nord, près de la route de Mantes : logistique, carrosserie automobile ;
- la ZA de la Gare : sérigraphie, informatique, ébénisterie ;
- la ZA des Lézardes, située route d'Andelu : panification, marbrerie.

## Culture locale et patrimoine

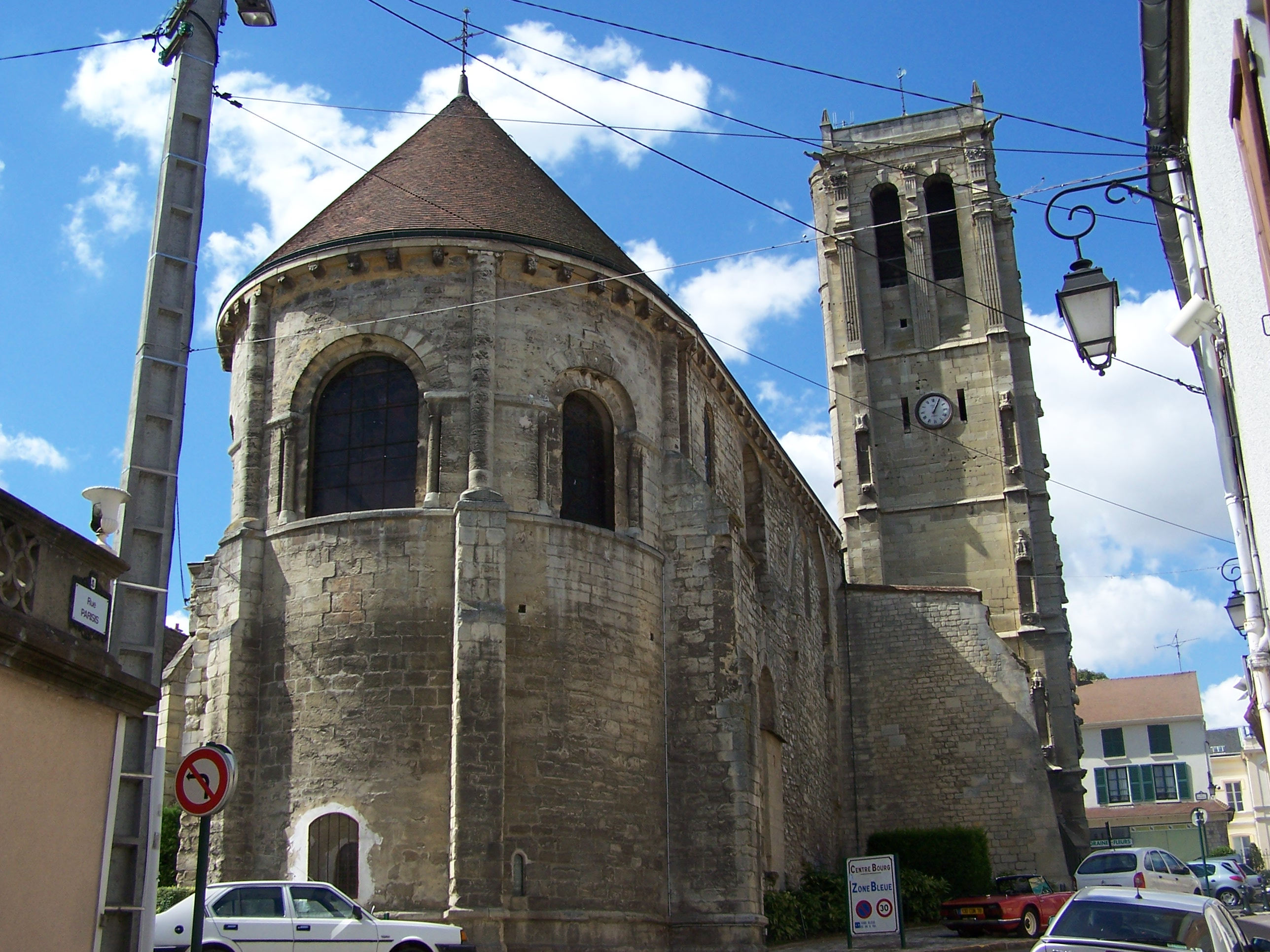
L'église Saint-Nicolas.

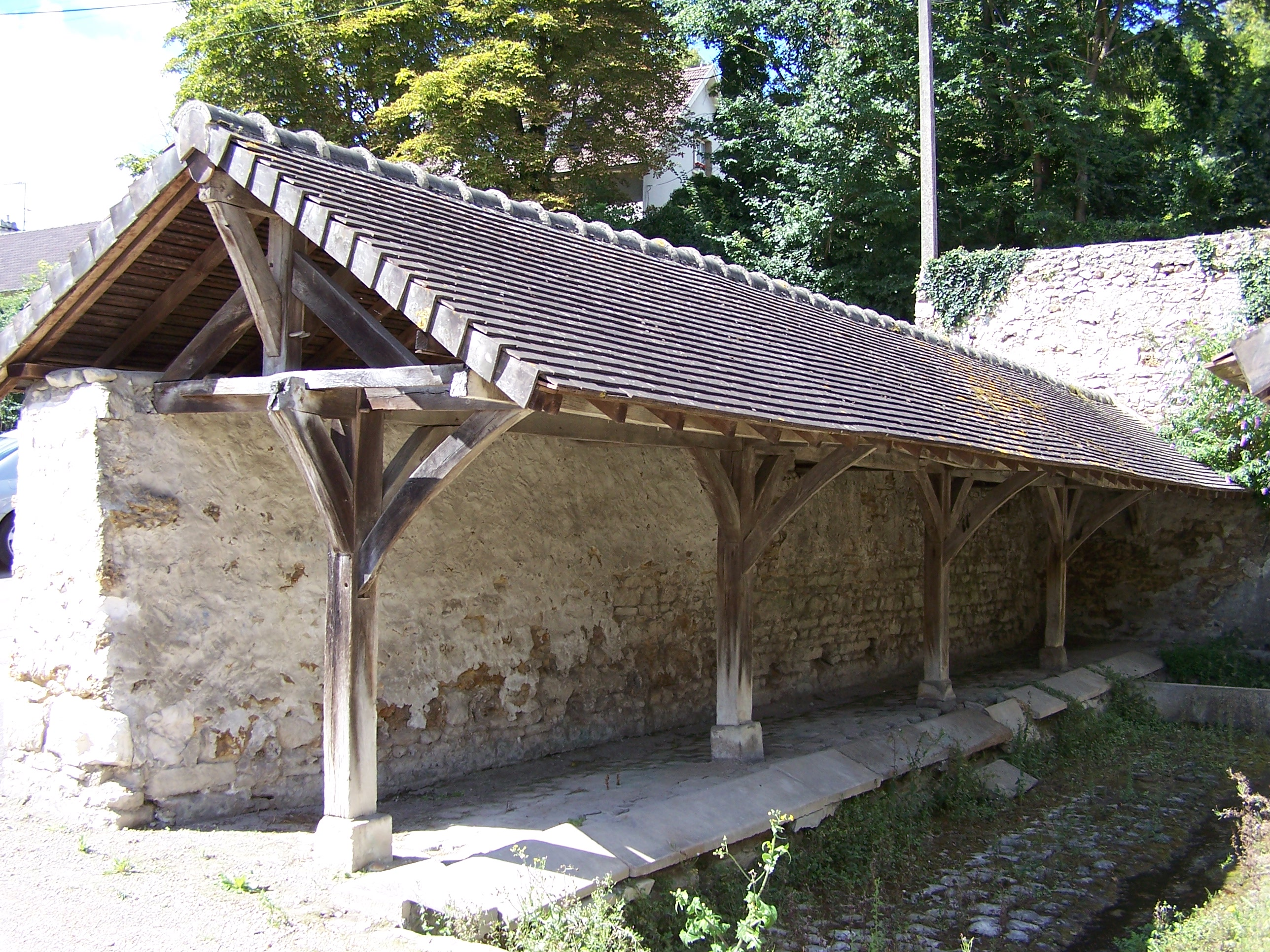
Le lavoir de Beulle.

### Lieux et monuments
- Église Saint-Nicolas  Classé MH (1883)[58]: située au centre du vieux bourg, sa construction remonte aux XIe et XIIe siècles. 
Le clocher-tour de style Renaissance, de 36 m de haut, situé en façade a été construit en 1547. Fortement restaurée au XIXe siècle, classée en 1883.
La crypte romane du XIe siècle est l'une des plus grandes d'Île-de-France.
- Château d'Agnou (dit aussi du Hagnon, Saint-Vincent ou Balagny)  Classé MH (1979, partiel)[59] : aile des communs du château projeté par Nicolas de Harlay de Sancy, baron de Maule au XVIe siècle et transformée en château.
Le parc[60] comporte un colombier imposant de 3 200 boulins qui pouvaient accueillir plus de 6 000 pigeons ; aujourd'hui, il n'y subsiste plus que quelques chouettes et une famille de faucons crécerelles ; copropriété privée.
- Prieuré Notre-Dame : bâtiment du XVe siècle  Inscrit MH (1988, partiel)[61] et salle basse du XIIIe siècle.
- Chapelle Saint-Jacques  Inscrit MH (1988)[62] du XIIIe siècle, elle renferme une fresque restaurée.

On peut également signaler : 
- Hôtel de Ville : construit en 1865.
- Château de La Rolanderie de la fin du XVIIIe siècle, copropriété privée, et son parc[63].
- Château du Buat : construit en 1730 aujourd'hui lycée privé Le Buat après avoir été "l’École du Buat" tenu par des sœurs, ainsi que son parc[64].
- Manoir dit château du Bois de la Garde
- Ancien parc de Palmort[65]
- Lavoir de Beulle du XIXe siècle, alimenté par le ruisseau de Beulle.
- Bunker de Pain-Perdu, de la Seconde Guerre mondiale.
- Maison à tourelle du XVIe siècle (à l'angle de la rue des Maréchaux et de la rue du Buat).
- Porte du Moyen Âge dans la rue du Pressoir.
- Chapelle Saint-Léonard du Coudray des XIIe et XIIIe siècles.
- Moulin de La Chaussée, du XVIe siècle, ancienne dépendance du château d'Agnou.
- Petit pigeonnier en brique et en bois actuellement propriété des chocolatiers Colas.
- Cimetière mérovingien au lieu-dit le Mousset.
- Trace de vestiges néolithiques.
- Trace de voie romaine.
- Rares traces des anciennes fortifications médiévales, comme la porte de Montfort, récemment réhabilitée, au croisement du chemin du cimetière et de la rue d'Orléans.
- Nombreux souterrains reliant divers sites.
- Nombreuses grottes (au Champ de tir et en direction d'Andelu).
- Carrières et champignonnière (au lieu-dit de l'Épingle à Cheveux, route de Jumeauville).

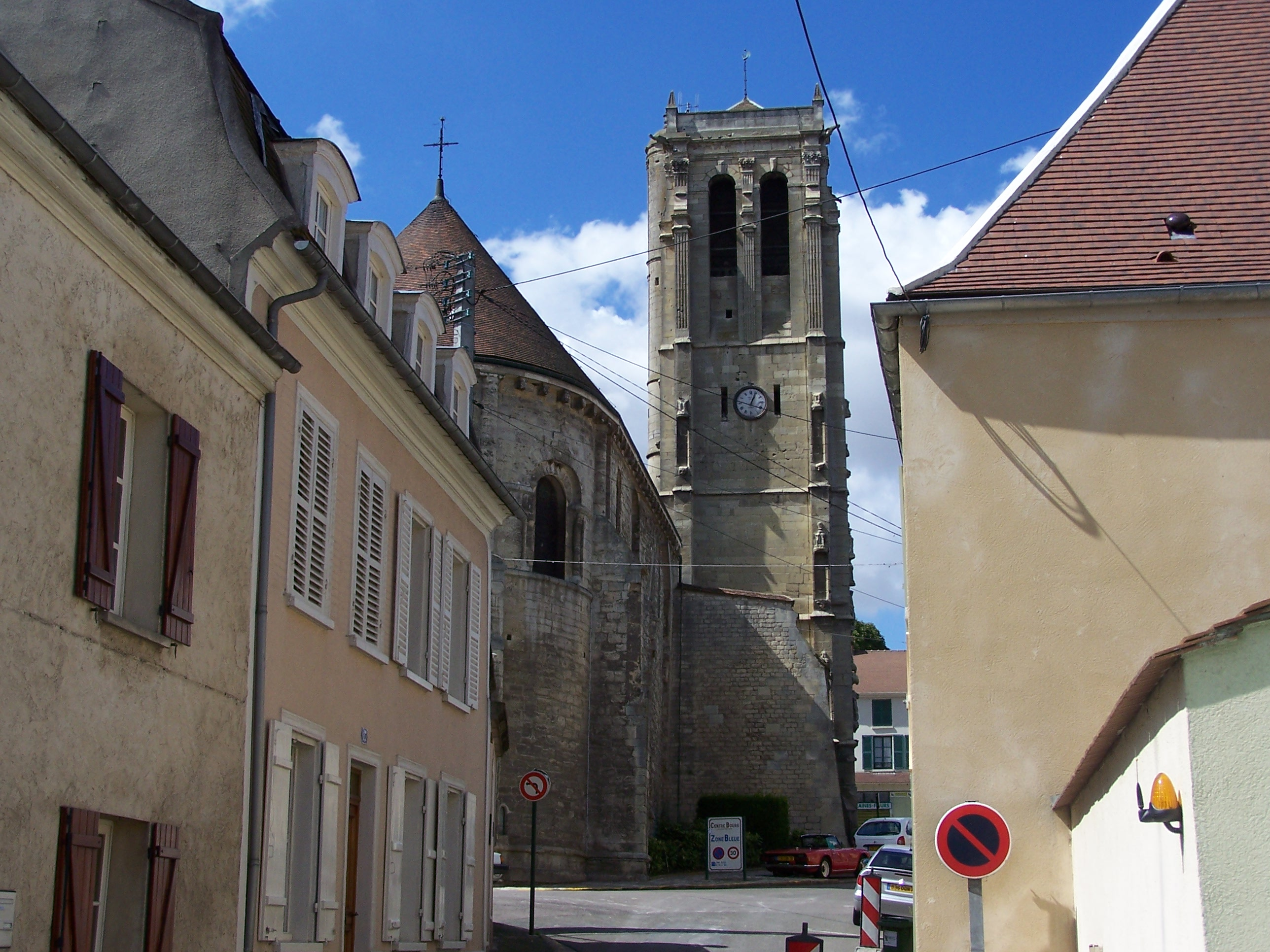
L'église Saint-Nicolas.
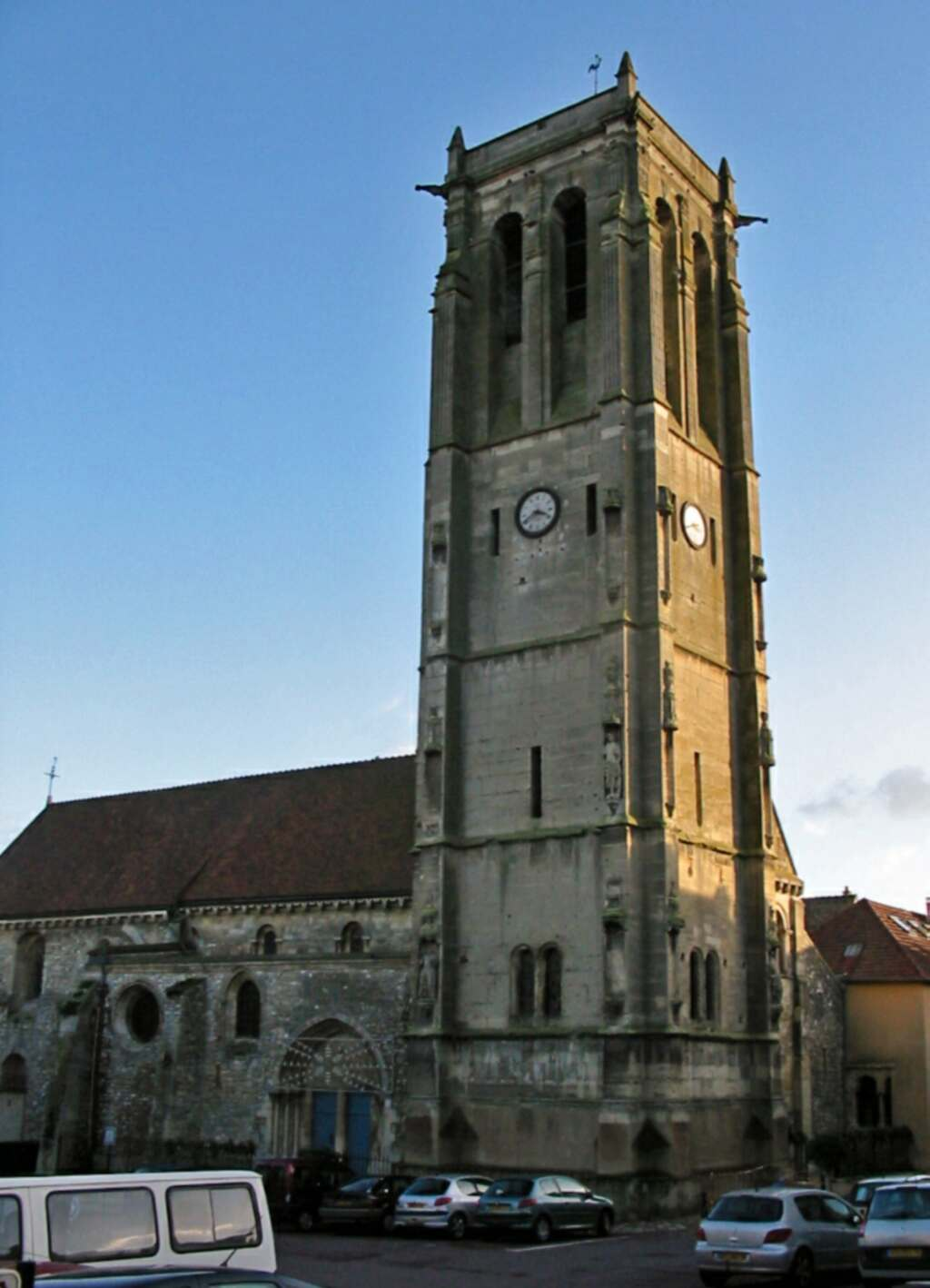
Clocher de l'église Saint-Nicolas.
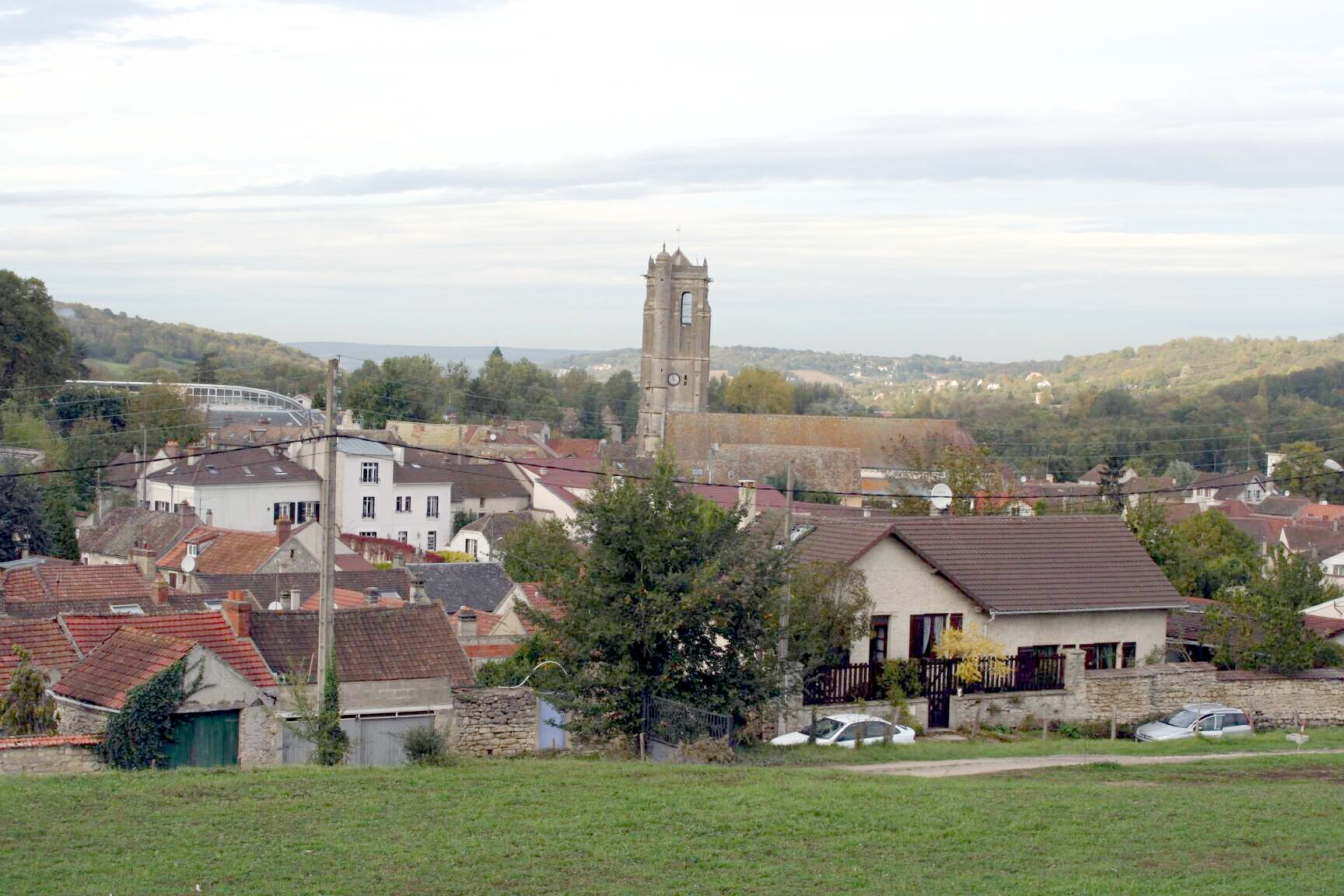
Vue générale.
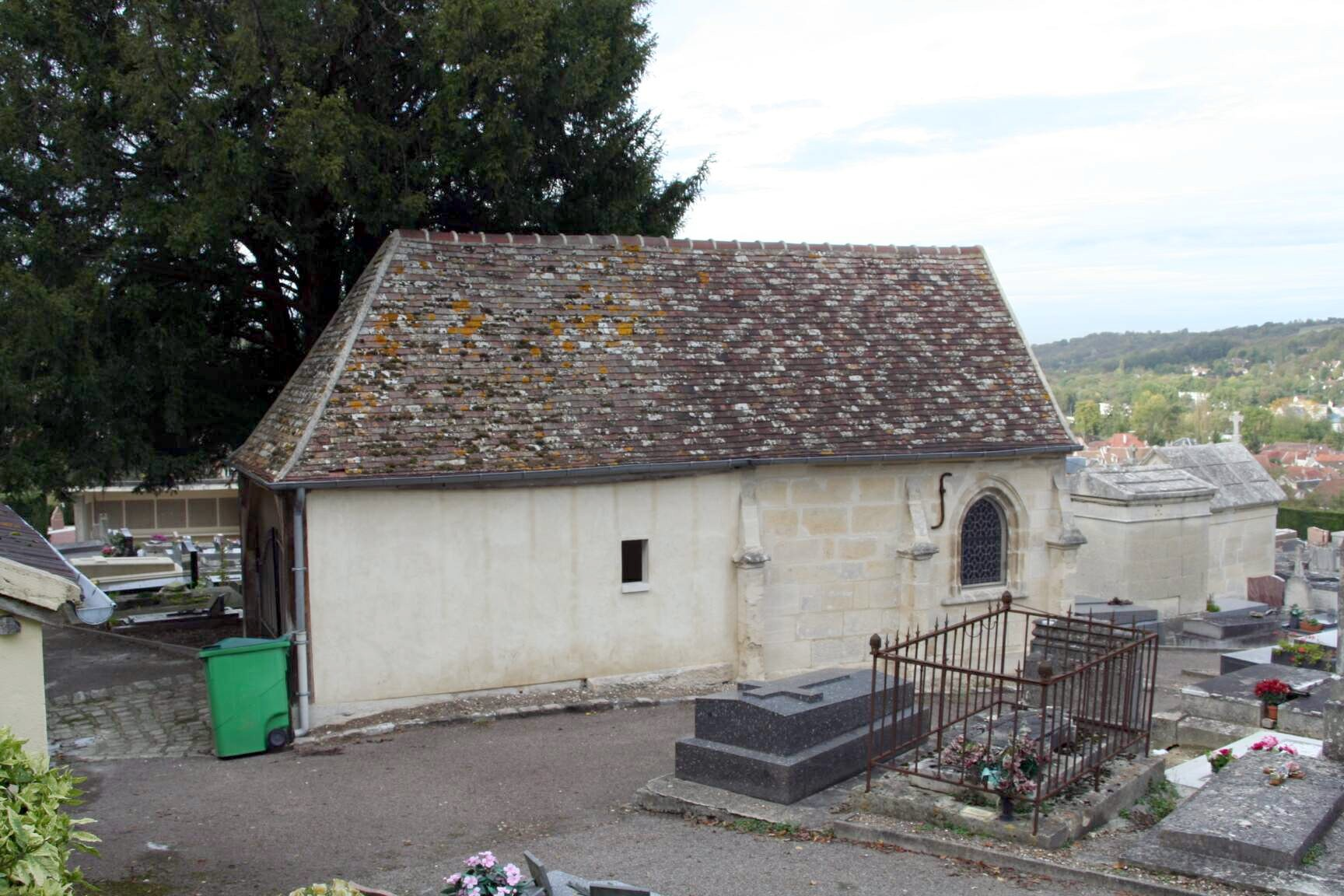
Chapelle Saint-Jacques.
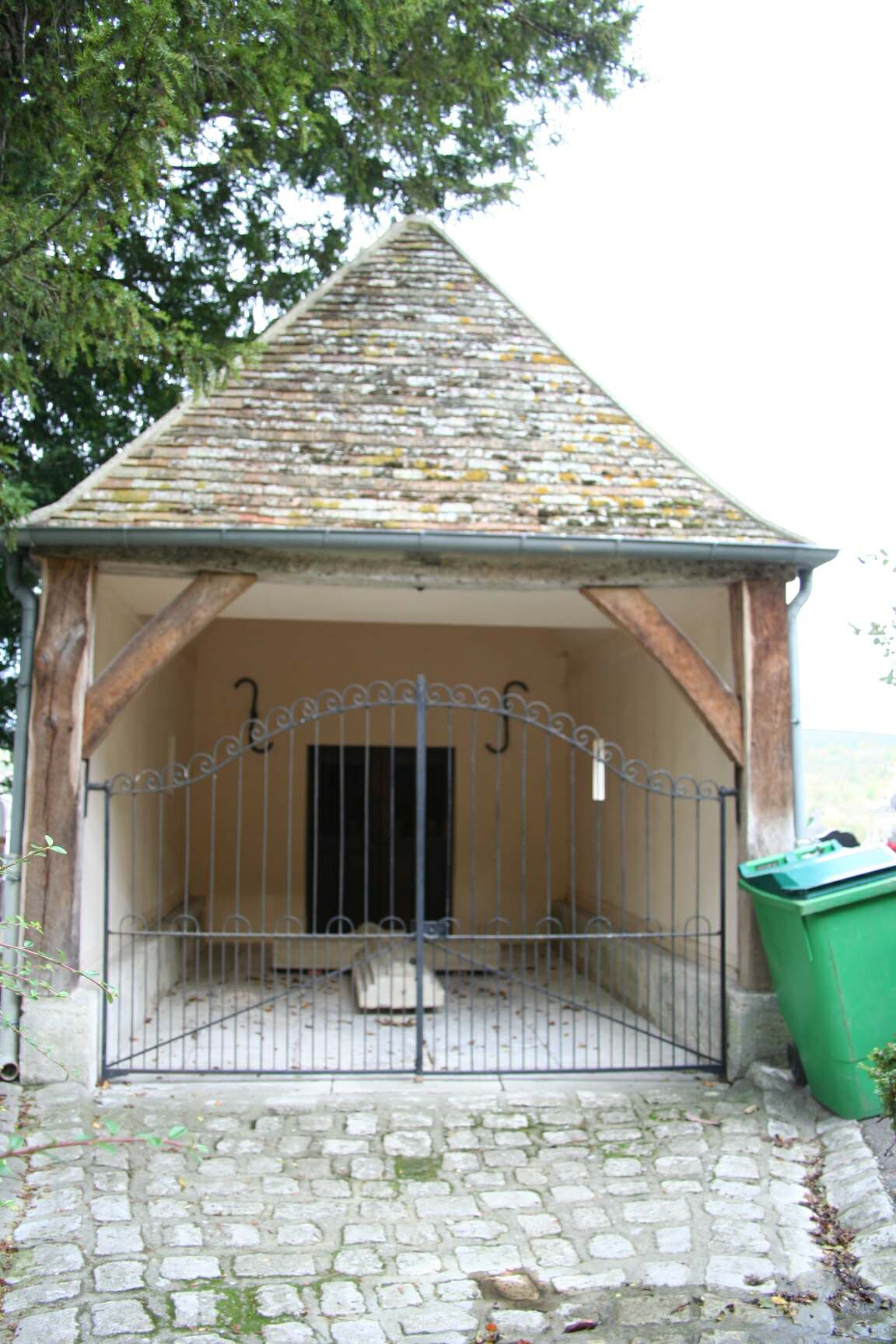
Chapelle Saint-Jacques.
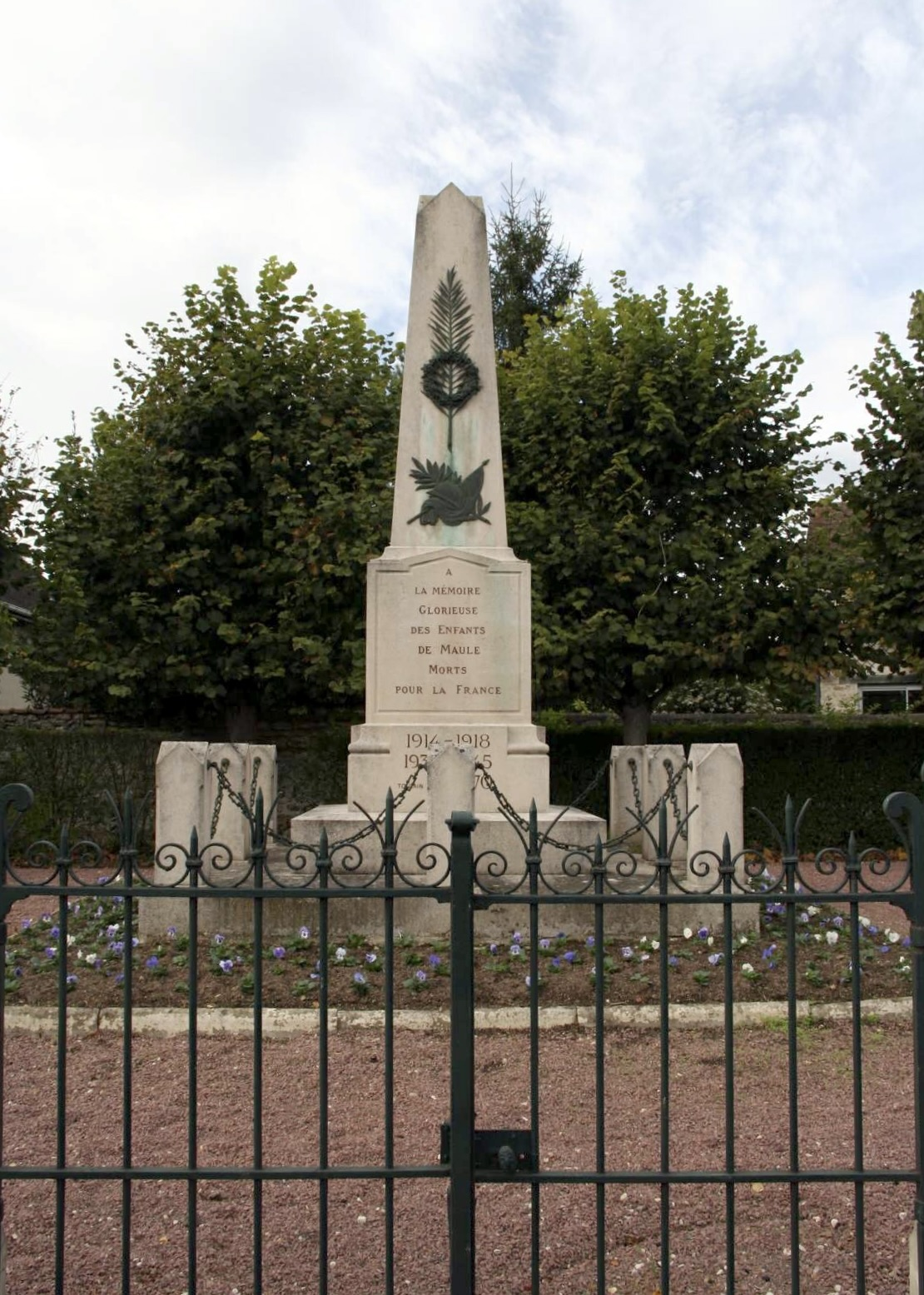
Monument aux morts.
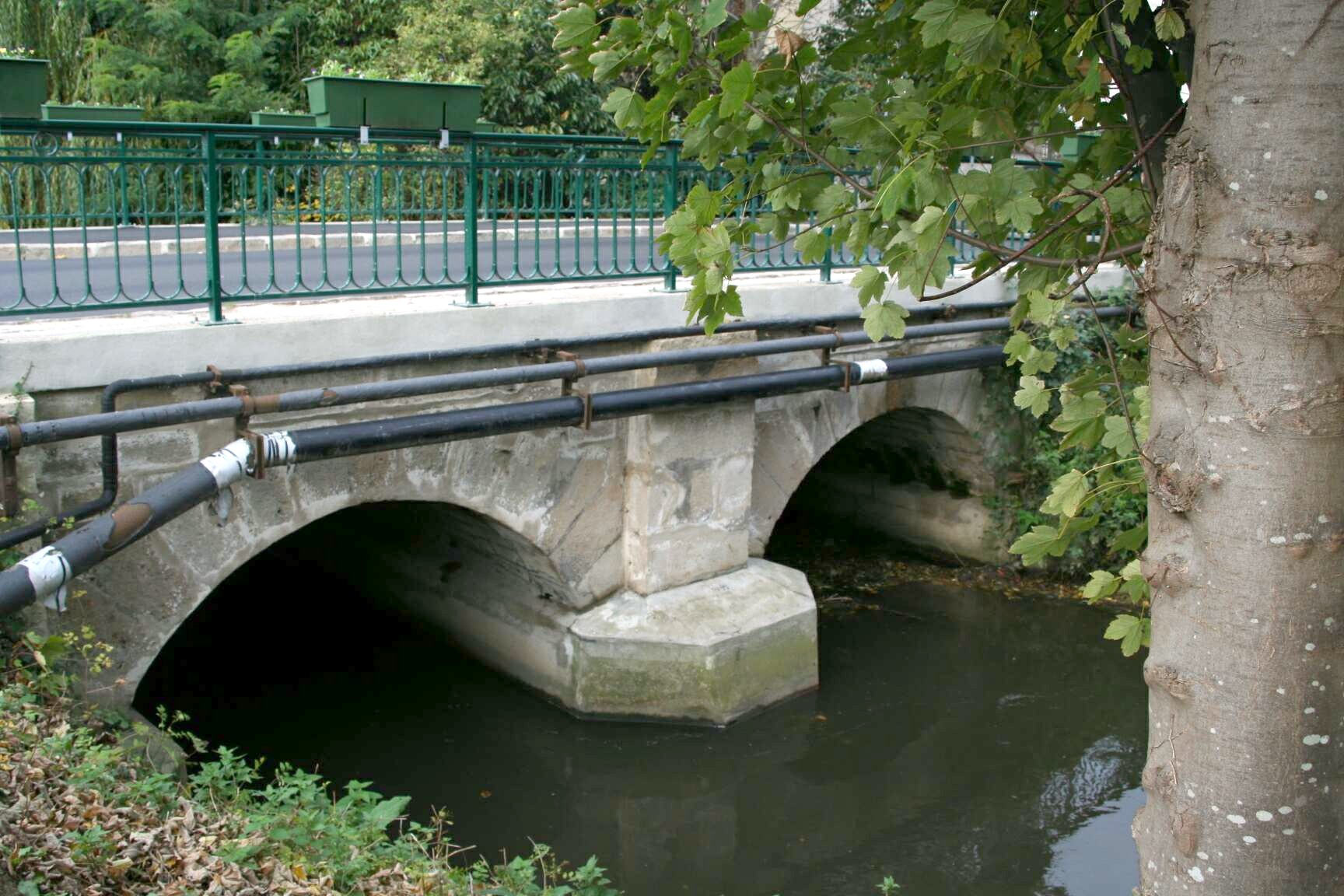
Pont sur la Mauldre.

### Parcs et espaces verts
- Parc Bernard-Fourmont (docteur vétérinaire, maire de Maule): il possède un skatepark et abrite les matchs de rugby locaux ainsi que certaines activités sportives du stade voisin.
- Square Gaston-Ramon, sur les bords de la Mauldre.
- Parc du château d'Agnou, parc forestier qui longe la Mauldre.

### Personnalités liées à la commune
- Ordéric Vital (1075-1141), moine anglo-normand connu comme l'un des plus importants historiens du Moyen Âge central, résida au prieuré de Maule.
- Nicolas de Harlay sieur de Sancy (1546-1629), homme politique et diplomate français du règne d'Henri IV, a fait construire le château d'Agnou et est mort à Maule.
- Henri Lorin (1857-1914), catholique français engagé au sein du catholicisme social, vécut au château de la Rolanderie. Il est inhumé dans le cimetière communal.
- Roger Grillon (1881-1938), peintre, illustrateur et graveur sur bois français, a vécu et est mort à Maule.
- André Demaison (1883-1956), écrivain français, est mort à Maule.
- Louis de Funès (1914-1983), l'un des acteurs comiques les plus célèbres du cinéma français de la seconde moitié du XXe siècle, avait à Maule une maison de campagne.
- Robert Charpentier (1916-1966), coureur cycliste, est né à Maule.
- Tiennot Grumbach (1939-2013), avocat travailliste français, a habité Maule.
- Roger Cans (1945-2018), journaliste et écrivain spécialisé dans l'environnement, est né à Maule.
- Babette de Rozières (née en 1947), chef cuisinière française, également animatrice de télévision, ancienne speakerine et femme politique, a une résidence à Maule, dans laquelle elle a ouvert un restaurant, « la Case de Babette », le 28 mai 2011[66].
- Didier Le Bornec (né en 1959), scénariste et dessinateur de bande dessinée, a vécu à Maule de 1961 à 1982.
- Daniel Bravo (né en 1963), ancien footballeur international, a vécu à Maule.
- Hemley Boum (née en 1973), ⁣⁣romancière⁣⁣, camerounaise d'expression française, vit à Maule depuis septembre 2016.
- Les Blérots de R.A.V.E.L., un groupe de chanson formé en 1996, est originaire de Maule.

### Tournages de films
Maule a servi de décor à de nombreux tournages de films et téléfilms parmi lesquels :
- 1954 : Piédalu député de Jean Loubignac.
- 1975 : Les Compagnons d'Eleusis.
- 1977 : La Septième Compagnie au clair de lune de Robert Lamoureux.
- 1979 : Écoute voir de Hugo Santiago.
- 1987 : Just Like Heaven - clip vidéo du groupe de pop anglaise The Cure.
- 1989 :
  - Radio Corbeau d'Yves Boisset (tourné notamment sur la place de la mairie).
  - Orages d'été - saison 1 de Jean Sagols.
  - Orages d'été, avis de tempête - saison 2 de Jean Sagols.
- 1997 :
  - Miracle à l'Eldorado de Philippe Niang.
  - Les Sœurs Soleil de Jeannot Szwarc.

### Héraldique
| Blason de Maule (Yvelines) | Blason  | Parti d'argent et de gueules, à la bordure de sable chargée de dix besants d'or. |
| Blason de Maule (Yvelines) | Détails | Ces armes sont celles des anciens seigneurs de Maule. La bordure de sable, initialement chargée de huit coquilles d'or, a été ajoutée au XIIe siècle après les croisades, les coquilles ayant été simplifiées ultérieurement en besants. Le statut officiel du blason reste à déterminer. |